# Линия Ёцубаси
Линия Ёцубаси (яп. 四つ橋線 ёцубасисэн) — третья линия метрополитена Осаки, открыта в 1942 году в составе всего двух станций, к 2013 году состоит из 11 станций и имеет протяжённость 11,4 км. Соединяет конечные Ниси-Умэда и Суминоэкоэн, пролегает под землёй в меридиональном направлении, в центре города параллельна линии Мидосудзи и проходит под улицей Ёцубаси, по которой и получила название. Линия находится под управлением муниципального транспортного бюро Осаки. На схемах обозначается синим цветом, в качестве сокращения используется литера Y (с неё начинаются индексы станций линии). Обслуживается пятивагонными составами депо Мидориги. На станциях Suminoekōen Station (16 марта 1981 года, станционная платформа линии Nankō Port Town Line) и Намба (в мае 2014 года) установлены автоматические платформенные ворота.  По плану к 2021 году на всех линии будут установлены автоматические платформенные ворота.

## Станции
| №   | Название                 | Пересадки | Расположение    |
| --- | ------------------------ | --- | --------------- |
| Y11 | Ниси-Умеда 西梅田駅      | - Линия Мидосудзи - Умэда (M16) - Линия Танимати - Хигаси-Умэда (T20) - JR West - Линия Токайдо (Линия Киото (Japan Railways), Линия Кобе (Japan Railways), Линия Такарадзука (Japan Railways)) - Осака - Осакская кольцевая железная дорога - ст. Осака - JR Тодзай сэн - Kitashinchi - Железная дорога Ханкю - Умэда - Линия на Кобе - Линия на Такарадзуку - Линия на Киото - Железная дорога Хансин: главный ход - ст. Умэда | Кита            |
| Y12 | Хигобаси 肥後橋駅        | - Кэйхан, линия Наканосима - Ватанабэбаси | Ниси, Осака     |
| Y13 | Хоммати 本町駅           | - Линия Тюо (C16) - линия Мидосудзи (M18) | Ниси, Осака     |
| Y14 | Ёцубаси 四ツ橋駅         | - Линия Нагахори Цуруми-рёкути - Синсайбаси (N15) - линия Мидосудзи - Синсайбаси (M19) | Ниси, Осака     |
| Y15 | Намба 難波駅 (なんば)    | - Линия Сеннитимаэ (S16) - линия Мидосудзи (M20) - Железная дорога Нанкай - Главный ход - Линия Коя - Кинтэцу: Линия Намба - Осака-Намба - Хансин: Линия Намба (Хансин) - Осака-Намба - JR West Линия Кансай (Линия Яматодзи) - Намба (Japan Railways) | Нанива, Осака   |
| Y16 | Дайкокутё 大国町駅       | - линия Мидосудзи (M21) | Нанива, Осака   |
| Y17 | Ханадзонотё 花園町駅     | | Нисинари, Осака |
| Y18 | Кисиносато 岸里駅        | | Нисинари, Осака |
| Y19 | Тамадэ 玉出駅            | | Нисинари, Осака |
| Y20 | Китакагая 北加賀屋駅     | | Суминоэ, Осака  |
| Y21 | Суминоэкоэн 住之江公園駅 | - Линия Нанко Порт-таун (New Tram) (P18) | Суминоэ, Осака  |

## Технические данные
- Длина линии: 11,4 км.
- Количество станций: 11.
- Ширина колеи: 1435 мм.
- Количество путей: 2.
- Вид тяги: 750 В постоянного тока, запитка от контактного рельса
- Блокировка: автоматическая
- Электродепо: Мидориги
  - Приписано составов: 22.
- Количество вагонов в составе: 6.
- Самые загруженные перегоны в час пик:
  - на север: Намба—Ёцубаси
  - на юг: Ниси-Умэда—Хигобаси

## История
Линия была открыта 10 мая 1942 года, первым пусковым участком стал единственный перегон Дайкокутё—Ханадзонотё длиной 1,3 километра. Дальейшее сооружение линии было надолго приостановлено из-за второй мировой войны. 1 июня 1956 года был открыт ещё один перегон до Кисиносато на юг. 31 мая 1958 линия продлена ещё на одну станцию за Кисиносато — открыта станция Тамадэ.
В 1965 году было построено продление линии на север от станции Дайкокутё до станции Ниси-Умэда, вошедшей в состав крупного транспортного узла. Эта часть линии прошла параллельно линии Мидосудзи, значительно разгрузив её самый нагруженный участок. Открытие участка состоялось 1 октября 1965 года.
9 ноября 1972 года линия была продлена на юг от станции Тамадэ до станции Суминоэкоэн.